# 동맥경화증
동맥경화증(動脈硬化症, 영어: arteriosclerosis)은 동맥의 탄력이 떨어지고 동맥에 혈전이 생기는 등의 이유로 동맥이 좁아지는 질병이다. 뇌 혈관에 생기면 뇌졸중, 심장에 생기면 심근 경색증, 협심증이 생기고, 동맥이 완전히 막히면 막힌 동맥이 혈액을 공급하는 신체 각 부위가 죽는 괴사가 발생하는 치명적인 질병이다. 다행히 많은 인체의 기관들이 한 동맥에서만 혈액을 공급받는 것이 아니라 다른 측부 혈관으로 혈액을 공급 받기도 하므로 괴사에 안 빠질수도 있지만, 대개는 치명적인 문제를 일으킨다. 동맥이 좁아지면 이 동맥이 공급하는 혈액이 가지 않는 부위는 창백, 통증, 무감각, 감각이상, 마비가 생길 수 있다.

## 분류
동맥경화증은 발생 위치와 임상적·병리학적 특징을 기준으로 크게 세 가지로 분류된다.
- 세동맥경화증(arteriolosclerosis)은 작은 동맥과 세동맥에 발생하는 동맥경화증으로, 병리 소견에 따라 유리질세동맥경화증(hyaline arteriosclerosis)과 증식세동맥경화증(hyperplastic arteriosclerosis)으로 구분된다.
- 묀케베르그 경화증(Mönckeberg medial sclerosis)은 주로 50세 이상의 노인에서 근육형 동맥에 칼슘이 침착되는 현상이다. 혈과 내강이 좁아지는 정도가 미미하며 임상적으로 큰 의미는 없다.
- 죽상동맥경화증(atherosclerosis)은 동맥경화증의 형태 가운데 가장 흔하며 임상적으로도 중요하다. 죽상동맥경화증이 일어난 혈관의 속막에는 지질 핵과 섬유성 막으로 이루어진 죽상판(atheroma, atherosclerotic plaque)이 형성된다. 죽상판은 돌출되어 혈관 내강을 폐쇄할 수 있고, 자극을 받아 파열되면 혈전증을 야기할 수 있다. 죽상판에 의해 중간막이 약화되어 동맥류(aneurysm)의 위험이 증가하기도 한다.

## 같이 보기
- 죽상동맥경화증(atherosclerosis)